# Tenri
Tenri (天理市?) è una città giapponese della prefettura di Nara.